# Skwala compacta
Skwala compacta is een steenvlieg uit de familie Perlodidae. De wetenschappelijke naam van de soort is voor het eerst geldig gepubliceerd in 1872 door McLachlan.